# Made in Italy (Ricchi e Poveri)
Made in Italy (Die großen superhits von Ricchi e Poveri) è un album raccolta dei Ricchi e Poveri, pubblicata nel 1983 dall'etichetta Baby Records per il mercato di lingua tedesca. Viene distribuita in Svizzera e in Germania, entrando nella Top 20 della classifica in entrambi i Paesi.
La doppia raccolta comprende 16 canzoni. Di queste, Ciao Italy, ciao amore proviene dall'omonimo 45 giri (in Italia è anche una delle dieci tracce dell'album Voulez vous danser, datato 1983, che fuori dall'Italia uscirà nel 1984), mentre le rimanenti 15 derivano dagli album di successo E penso a te del 1981 e Mamma Maria del 1982.

## Tracce

### Disco 1
Lato A
1. Ciao Italy, ciao amore - 1983
2. Mamma Maria - 1982
3. Amarsi un po' - 1982
4. Bello l'amore - 1981

Lato B
1. Magnifica serata - 1982
2. Malinteso - 1982
3. Come vorrei - 1981
4. Piccolo amore - 1982

### Disco 2
Lato A
1. Made in Italy - 1981
2. Sarà perché ti amo - 1981
3. Poveri - 1982
4. C'è che sto bene - 1982

Lato B
1. Fortissimo - 1982
2. Questa sera - 1981
3. Alla faccia di Belzebù - 1981
4. M'innamoro di te - 1981

## Classifica

### Posizioni massime
| Paese    | Posizione |
| -------- | --------- |
| Svizzera | 7         |
| Germania | 11        |